# Enemy Territory: Quake Wars
Enemy Territory: Quake Wars – strzelanka pierwszoosobowa, wyprodukowana przez Splash Damage i wydana w 2007 roku przez Activision. Jest to nieformalna kontynuacja gry Wolfenstein: Enemy Territory, przeniesiona w świat z serii gier Quake. Gracz staje w niej po stronie ludzi walczących z atakującą ich planetę rasą Stroggów lub przeciwnie – walczy w szeregach najeźdźców.